# Budhanilkantha (Kathmandu)
Budhanilkantha (Nepali बुढानिलकण्ठ) ist eine Stadt (Munizipalität) im Kathmandutal in Nepal und gehört zum Ballungsraum Kathmandu.
Die im Nordosten des Distrikts Kathmandu gelegene Stadt entstand 2014 durch Zusammenlegung der Village Development Committees (VDCs) Bishnu, Budhanilkantha, Chapali Bhadrakali, Chunikhel, Kapan und Mahankal.
Das Stadtgebiet umfasst 35 km².
Im Süden grenzt das Stadtgebiet an das der Hauptstadt Kathmandu.
In Budhanilkantha befindet sich die gleichnamige Tempelanlage.

## Einwohner
Bei der Volkszählung 2011 hatten die VDCs, aus welchen die Stadt Budhanilkantha entstand, 107.918 Einwohner (davon 54.185 männlich) in 26.485 Haushalten.